# السمة الثقافية
سمة ثقافية (بالإنجليزية: Cultural trait) هي عنصر مادي أو غير مادي واحد يمكن تحديده داخل الثقافة، ويمكن تصوره كشيء في حد ذاته.
يمكن تجميع السمات المتشابهة معًا كمكونات أو أنظمة فرعية للثقافة؛ صاغ عالم الأحياء جوليان هكسلي مصطلحي الفعل الاجتماعي والفعل العقلي (أو العامل النفسي) باعتبارهما اثنين من ثلاثة أنظمة فرعية للثقافة والثالث هو المصنوعات اليدويةلوصف الطريقة التي تتخذ بها السمات الثقافية حياة خاصة بها، تمتد عبر الأجيال.
بمعنى آخر، يمكن تصنيف السمات الثقافية إلى ثلاثة مكونات مترابطة:
1. المصنوعات اليدوية الأشياء والعناصر المادية والتقنيات التي أنشأتها الثقافة، أو ببساطة الأشياء التي يصنعها الناس. إنها توفر الضروريات الأساسية والترفيه والتسلية ومعظم الأشياء التي تجعل الحياة أسهل للناس. وتشمل الأمثلة الملابس والطعام والمأوى.
2. الوقائع الاجتماعية التفاعلات بين الأشخاص والهياكل الاجتماعية [6] أي: هياكل وتنظيمات الثقافة التي تؤثر على السلوك الاجتماعي. وهذا يشمل الأسر والحكومات وأنظمة التعليم والجماعات الدينية، وما إلى ذلك.
3. Mentifact (أو عامل نفسي)[5] مفاهيم مجردة، أو "الأشياء الموجودة في الرأس" [1] أي الأفكار والقيم والمعتقدات المشتركة للثقافة. يمكن أن يشمل ذلك الدين واللغة والأفكار.

علاوة على ذلك، يعتبر البعض أن الحقائق الاجتماعية هي مصنوعات عقلية تمت مشاركتها من خلال المصنوعات اليدوية. وقد ارتبطت هذه الصيغة بالميمات والمفهوم الميمي للثقافة. وقد كانت هذه المفاهيم مفيدة لعلماء الأنثروبولوجيا في تحسين تعريف الثقافة.

### تطوير
كانت هذه المفاهيم مفيدة لعلماء الأنثروبولوجيا في تحسين تعريف الثقافة، والتي يعتبرها هكسلي تأملًا في المصنوعات اليدوية، والمصنوعات العقلية، والحقائق الاجتماعية. على سبيل المثال، قام إدوارد تايلور، أول عالم أنثروبولوجيا أكاديمي، بتضمين كل من المصنوعات اليدوية والمفاهيم المجردة مثل أنظمة القرابة كعناصر للثقافة. ومع ذلك، يوضح عالم الأنثروبولوجيا روبرت أونجر أن مثل هذا التعريف الشامل يؤدي في نهاية المطاف إلى تشجيع الممارسات الأنثروبولوجية السيئة لأنه "يصبح من الصعب التمييز بين ما لا يشكل بالضبط جزءًا من الثقافة". يمضي أونجر في شرح أنه، بعد الثورة المعرفية في العلوم الاجتماعية في الستينيات، هناك "اتفاق كبير" بين علماء الأنثروبولوجيا على أن التحليل العقلي، الذي يفترض أن الثقافة تتكون من أشياء في الرأس وهي العامل النفسي التي تشكل الطريقة الأنسب لتحديد مفهوم الثقافة.

### اجتماعي
تم تطوير فكرة الفعل الاجتماعي على نطاق واسع من قبل ديفيد بيدني في كتابه المدرسي عام (1967) بعنوان الأنثروبولوجيا النظرية، والذي استخدم فيه المصطلح للإشارة إلى الأشياء التي تتكون من التفاعلات بين أعضاء مجموعة اجتماعية. يتضمن الفعل الاجتماعي لبيدني معايير تعمل على تنظيم سلوك الفرد داخل المجتمع.
ومنذ ذلك الحين، تم استخدام هذا المفهوم من قبل فلاسفة وعلماء اجتماع آخرين في تحليلاتهم لأنواع مختلفة من الفئات الاجتماعية. على سبيل المثال، في مناقشة سيميائية لحن "تابس"، يدعي عالم سيميائية الموسيقى تشارلز بواليس أنه على الرغم من أنها مقطوعة موسيقية واحدة، إلا أنه يمكن اعتبارها ثلاث حقائق اجتماعية موسيقية متميزة: كإشارة "النداء الأخير" في الموسيقى. والحانات التي يرتادها الجنود؛ كإشارة "نهاية اليوم" على القواعد العسكرية؛ وبالتالي، رمزيًا، كعنصر من عناصر الجنازات العسكرية. لقد تم الادعاء بأن التحليل الاجتماعي يمكن أن يلعب دورًا حاسمًا في أداء المنظمات والتعاون داخلها.